# Gisela Ortiz
Andrea Gisela Ortiz Perea (Chachapoyas, 16 de febrero de 1972) es una activista por los derechos humanos, administradora de empresas y política peruana.

## Biografía

### Formación
Estudió administración de empresas en la Universidad Nacional de Educación Enrique Guzmán y Valle. También ha obtenido las diplomaturas en Gestión Municipal por la Universidad César Vallejo de Trujillo, Gestión de Pequeñas Empresas por la Universidad ESAN, y Responsabilidad Empresarial por la Universidad del Pacífico - VINCULAR de la Pontificia Universidad Católica de Valparaíso.

### Activismo

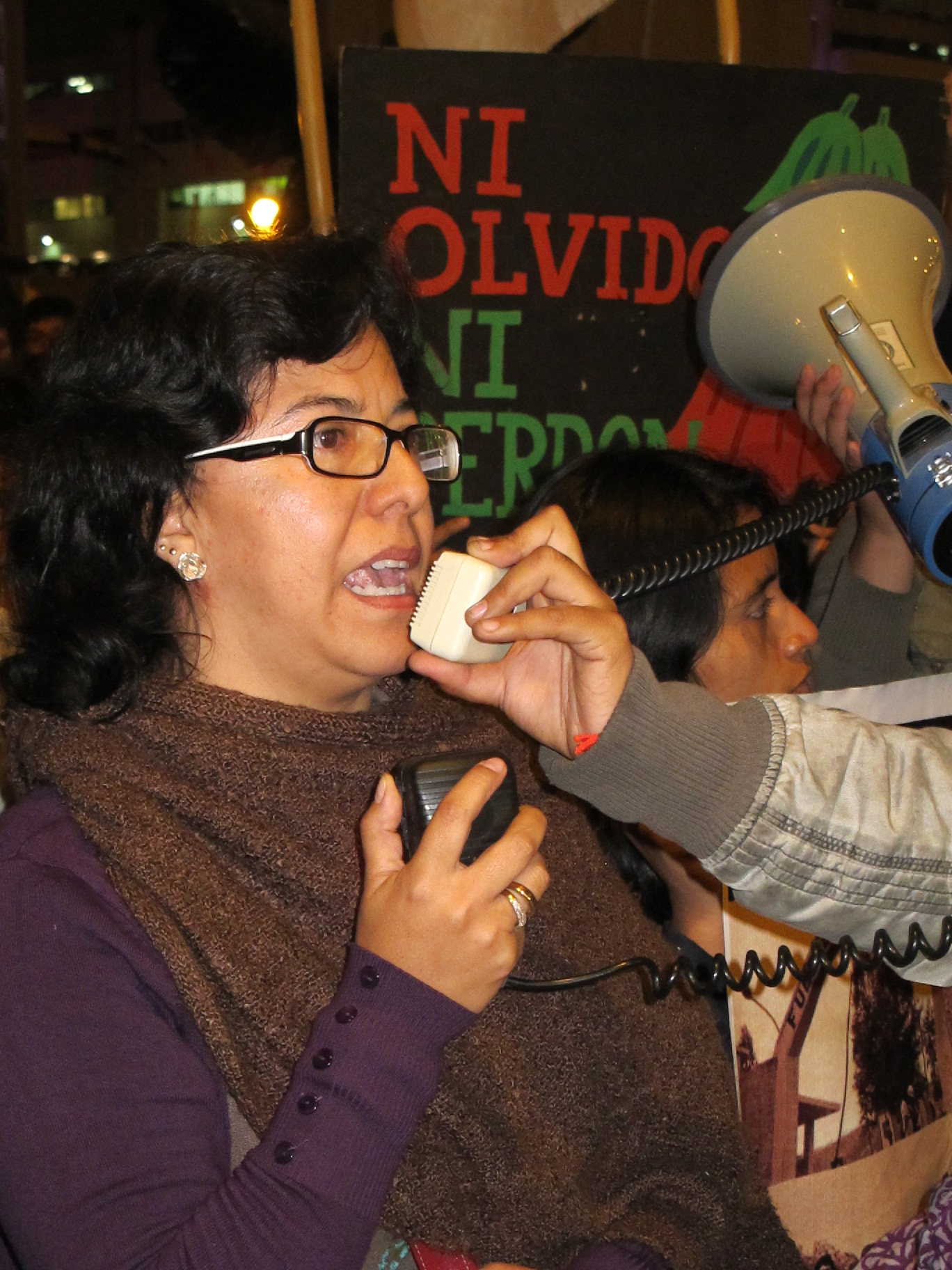
Ortiz en 2012, durante una manifestación a favor de los derechos humanos y la memoria histórica.

En 1992 fue designada portavoz de los familiares de las víctimas de la Masacre de La Cantuta, en la que un profesor universitario y nueve estudiantes -entre ellos su hermano Luis Enrique Ortiz Perea- de la limeña Universidad Nacional de Educación Enrique Guzmán y Valle fueron secuestrados y desaparecidos por el Grupo Colina, un grupo paramilitar de extrema derecha del Ejército peruano. Este es uno de los casos por el cual el expresidente peruano Alberto Fujimori ha sido condenado a veinticinco años de prisión.
Desde 2009 es directora de operaciones del Equipo Peruano de Antropología Forense (EPAF), organización no gubernamental dedicada a la búsqueda e identificación de personas desaparecidas.
Sus críticos cuestionan su activismo antifujimorista por haber ella trabajado antes en el Legislativo con el congresista fujimorista Víctor Becerril, entre los años 2000 y 2001, y por también haber sido candidata para congresista de Amazonas de la lista fujimorista "Todos por la Victoria" en el año 2001, como lo reconoció al diario La República el 22 de mayo del 2019.

### Ministra de Cultura
Fue la titular del ministerio de Cultura en el gobierno de Pedro Castillo desde el 6 de octubre de 2021 hasta el 1 de febrero de 2022. Su nombramiento motivó cuestionamientos por no conocérsele ningún competencia profesional o empírica sobre el rubro. 
Tiempo después de su salida del ministerio de Cultura, Ortiz fue nombrada en agosto del 2022 como asesora del ministro de Comercio Exterior Roberto Sánchez (Resolución Ministerial 223-2022 Mincetur), lo que motivó también críticas por su desconocimiento de la materia. 

## Reconocimientos
- Premio Nacional Ángel Escobar Jurado, otorgado por la Coordinadora Nacional de Derechos Humanos, obtenido en 1993 y 2007.[1]